# Rheinhessen

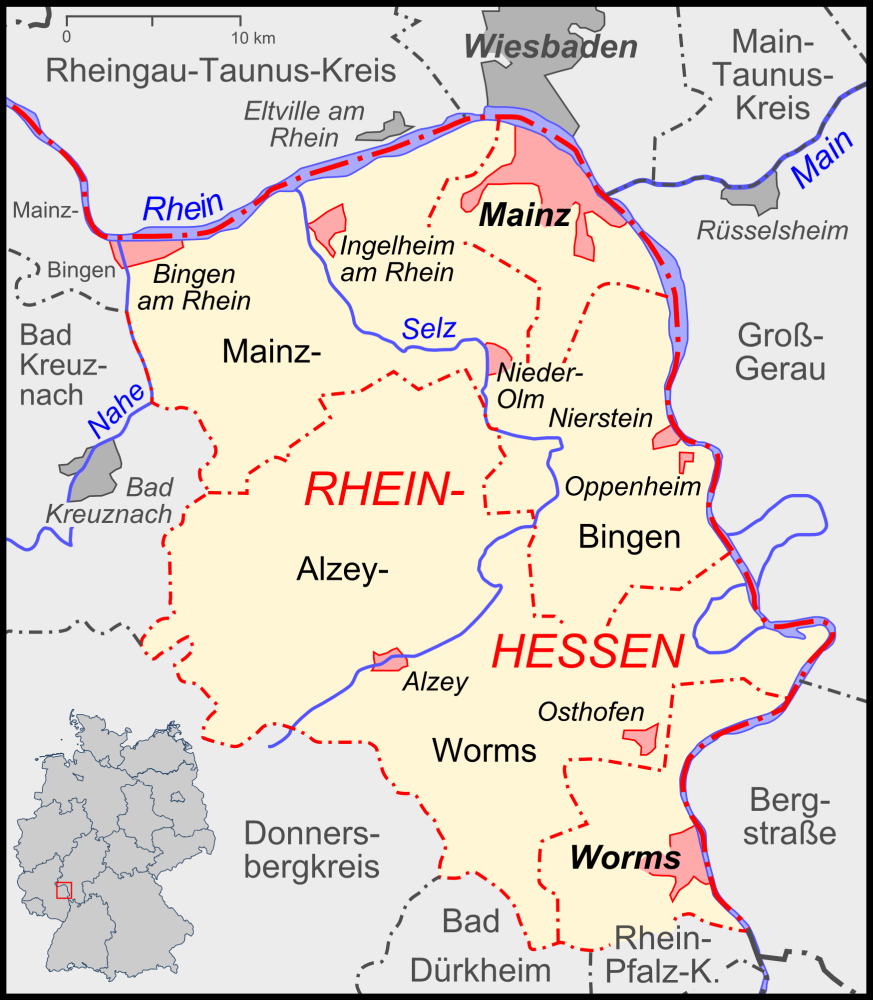
Rheinhessen

Rheinhessen este o regiune în landul german Renania-Palatinat sau în germană Rheinland-Pfalz (deci nu în landul Hessa, cum s-ar putea crede). Numele regiunii provine din perioada 1816-1919, când regiunea a aparținut de Principatul Hessen.

## Geografie
Regiunea Rheinhessen este limitată la nord și est de Rin, la vest de Nahe și Alsenz. Regiunea se întinde pe o suprafață de 1.400 km² între orașele Mainz, Bingen am Rhein, Alzey și Worms. Alte localități mai importante sunt  Ingelheim am Rhein, Nierstein și  Oppenheim (toate fiind pe Rin), ca și Osthofen, Nieder-Olm și Wörrstadt.
- Râuri în Rheinhessen: Rin, Selz, Wiesbach și Appelbach.
- Dealurile sunt numeroase, Rheinhessen fiind numit "țara celor o mie de dealuri".

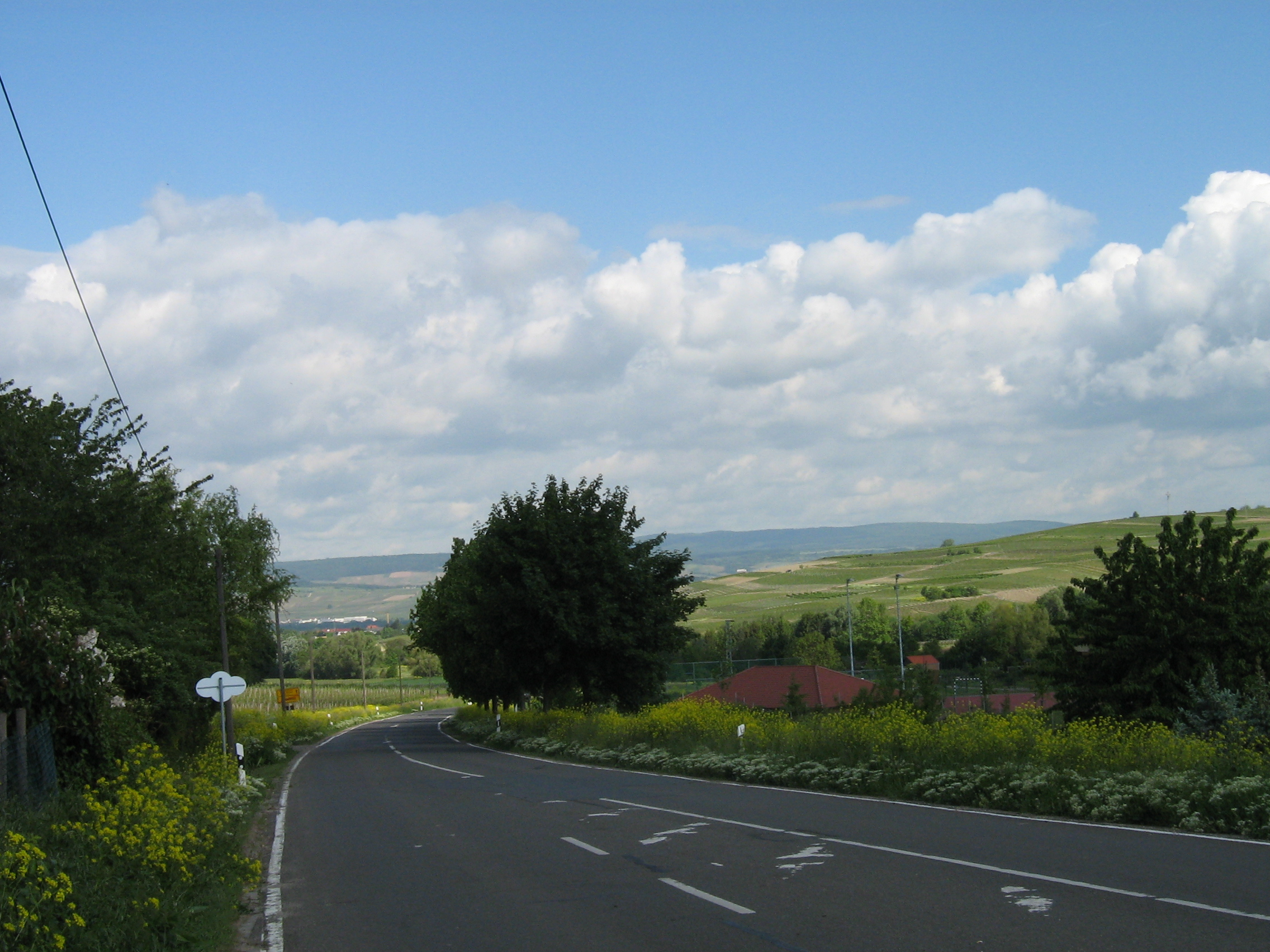
Peisaj din Rheinhessen

### Geologie
Predomină rocile sedimentare de loess și calcare cu argilă; majoritatea rocilor provin din epoca terțiară; în trecutul îndepărtat regiunea a fost un fund de mare, care prin mișcările tectonice s-a ridicat la suprafață, unde este expusă factorilor de eroziune.

## Clima
Prin faptul că regiunea este protejată de munții Hunsrück, Taunus, Odenwald și Donnersberg, clima din Rheinhessen este cea mai caldă (media anuală 10,5 °C) și mai uscată din Germania, fiind foarte favorabilă viticulturii. 